# Женская сборная Лихтенштейна по волейболу
Женская национальная сборная Лихтенштейна по волейболу (нем. Liechtensteinische Volleyballnationalmannschaft der Frauen) — представляет Лихтенштейн на международных соревнованиях по волейболу. Управляющей организацией выступает Волейбольный союз Лихтенштейна (нем. Liechtensteiner Volleyball Verband — LVBV).

## История
Волейбольный союз Лихтенштейна — член ФИВБ и ЕКВ с 1978 года.
Впервые на официальную международную арену женская сборная Лихтенштейна вышла в 1991 году, приняв участие в волейбольном турнире Игр малых государств Европы, проходившем в Андорре. Результатом дебютанток стало 4-е итоговое место среди 5 команд. В последующем лихтенштейнские волейболистки участвовали в большинстве подобных турниров (кроме 2013), но стать призёром соревнований им удалось лишь единожды — в 2007. С 1994 года национальная команда Лихтенштейна является постоянным участником и чемпионатов Европы в дивизионе малых стран и также за все прошедшие годы лишь раз выиграла медали — в 2004 году.
В 2013 году сборная Лихтенштейна впервые попробовала свои силы в официальном турнире более высокого ранга, заявившись в отборочный турнир чемпионата мира, но вполне ожидаемо ничего не смогла противопоставить своим соперницам по группе — волейболисткам Словакии, Греции и Австрии, проиграв им всем с одинаковым счётом 0:3 и не сумев ни разу за сет набрать более 14 очков.
Характеризуя современный женский волейбол в стране, являющейся одной из самых крошечных в Европе, следует заметить, что Лихтенштейн — одна из трёх стран-членов Европейской конфедерации волейбола, где национальное первенство не проводится (кроме неё ещё Монако и Андорра), а лихтенштейнские команды (всего их 6, представляющих 2 клуба) играют в различных дивизионах чемпионата Швейцарии. Ведущая команда Лихтенштейна — «Галина» (Шан) — в сезоне 2019/2020 выступает в первом дивизионе (3-й по значимости) швейцарского первенства. Волейбольный клуб «Галина» имеет в своей структуре ещё две команды, базирующиеся в столице страны — Вадуце. Двумя коллективами в низших (региональных) дивизионах чемпионата Швейцарии представлен ещё один клуб страны — «Маурен-Эшен», представляющий два города — Маурен и Эшен.

## Результаты выступлений и составы

### Чемпионаты мира
Сборная Лихтенштейна принимала участие в квалификации двух чемпионатов мира.
- 2014 — не квалифицировалась.
- 2018 — не квалифицировалась.

- 2014 (квалификация): Катрин Хаслер, Лиза Вольфингер, Барбара Марксер, Леони Фогт, Моника Марксер, Татьяна Эппле, Мелани Майер, Сандра Кайзер, Вероника Нигш, Регина Фрик, Клаудия Хаслер. Тренер — Людвиг Хорват.
- 2018 (квалификация): Даниэла Грабмайер, Сандра Кайзер, Рамона Кайзер, Кристина Босс, Петра Шифферле-Вальзер, Татьяна Эппле, Ванесса Хеммерле, Мелани Майер, Клаудия Хаслер. Тренер — Марк Деммер.

### Чемпионаты малых стран Европы
| - 1990 — не участвовала - 1992 — не участвовала - 1994 — ? - 1996 — ? - 1998 — ? - 2000 — 5-е место - 2002 — 5-е место - 2004 — 3-е место - 2007 — 4-е место | - 2009 — 4-е место - 2011 — 4-е место - 2013 — не квалифицировалась - 2015 — 5-е место - 2017 — не квалифицировалась - 2019 — не участвовала - 2022 — не участвовала - 2023 — не участвовала - 2024 — не участвовала |

- 2004: Эстер Бидерман, Жанетт Бланк, Мелани Бюшель, Юлия Фер, Клаудия Хаслер, Беттина Мер, Барбара Марксер, Моника Марксер, Лаура Рюгг, Петра Чирки.
- 2015: Кармен Эри, Рамона Кайзер, Барбара Марксер, Моника Марксер, Кристина Босс, Ванесса Хеммерле, Татьяна Эппле, Пиа Фроммельт, Сандра Кайзер, Алехандра Мальдонадо, Алиса Эндер, Корина Шмук. Тренер — Марк Деммер.

### Игры малых государств Европы
| - 1989 — не участвовала - 1991 — 4-е место - 1993 — ? - 1995 — 5-е место - 1997 — ? - 1999 — ? - 2001 — 5-е место - 2003 — 6-е место | - 2005 — 5-е место - 2007 — 3-е место - 2009 — 4-е место - 2011 — 4-е место - 2013 — не участвовала - 2015 — 5-е место - 2017 — 6-е место - 2019 — 6-е место |

- 2015: Кармен Эри, Рамона Кайзер, Барбара Марксер, Бьянка ван дер Хельм, Моника Марксер, Кристина Босс, Пиа Фроммельт, Сандра Кайзер, Алехандра Мальдонадо, Алиса Эндер, Корина Шмук, Ивона Миличевич. Тренер — Марк Деммер.
- 2017: Валерия Виль, Мишель Тейкорте, Сандра Кайзер, Рамона Кайзер, Кристина Босс, Мелани Майер, Татьяна Эппле, Бьянка ван дер Хельм, Лаура Марксер, Ивона Миличевич, Белинда Йеле. Тренер — Марк Деммер.
- 2019: Валерия Виль, Мишель Тейкорте, Мария Мандельбаум, Кьяра Биггер, Даниэла Грабмайер, Ана-Лена Синдлер, Татьяна Эппле, Тереза Синдлер, Петра Шифферле-Вальзер, Карла Бюхель, Натали Шедлер, Белинда Йеле. Тренер — Детлеф Шёнберг.

## Состав
Сборная Лихтенштейна на Играх малых государств Европы 2019.
| №  | Имя, фамилия           | Год рождения | Рост | Амплуа      | Клуб         |
| -- | ---------------------- | ------------ | ---- | ----------- | ------------ |
| 1  | Валерия Виль           | 1987         | 173  | центральная | «Галина» Шан |
| 2  | Мишель Тейкорте        | 2000         | 170  | связующая   | «Галина» Шан |
| 3  | Мария Мандельбаум      | 1989         | 168  | либеро      | «Галина» Шан |
| 5  | Кьяра Биггер           | 1998         | 172  | нападающая  | «Галина» Шан |
| 6  | Даниэла Грабмайер      | 1996         | 174  | центральная |              |
| 7  | Ана-Лена Синдлер       | 1995         | 171  | связующая   | «Галина» Шан |
| 8  | Татьяна Эппле          | 1992         | 172  | связующая   |              |
| 10 | Тереза Синдлер         | 1995         | 173  | нападающая  | «Галина» Шан |
| 11 | Петра Шифферле-Вальзер | 1982         | 177  | нападающая  | «Галина» Шан |
| 12 | Карла Бюхель           | 2003         | 167  | нападающая  | «Галина» Шан |
| 14 | Натали Шедлер          | 2005         | 170  | центральная | «Галина» Шан |
| 18 | Белинда Йеле           | 2001         | 168  | либеро      | «Галина» Шан |

- Главный тренер —  Детлеф Шёнберг.
- Тренеры — Сандра Кайзер, Марко Стипанович.